# Wheeler Peak (Nové Mexiko)
Wheeler Peak je hora v kraji Taos County, na severu Nového Mexika. S nadmořskou výškou 4 011 metrů je nejvyššího horou horského pásma Taos Mountains a současně nejvyšší horou státu Nové Mexiko.
Wheeler Peak je jedinou čtyřtisícovkou v Novém Mexiku. Vrchol leží v nejjižnější části Skalnatých hor.